# Stromatinia
Genre
Stromatinia est un genre de champignons (règne des Fungi) de la famille des Sclerotiniaceae. Ces petites pézizes forment parasitent le système racinaire de certaines Liliacées.

## Description

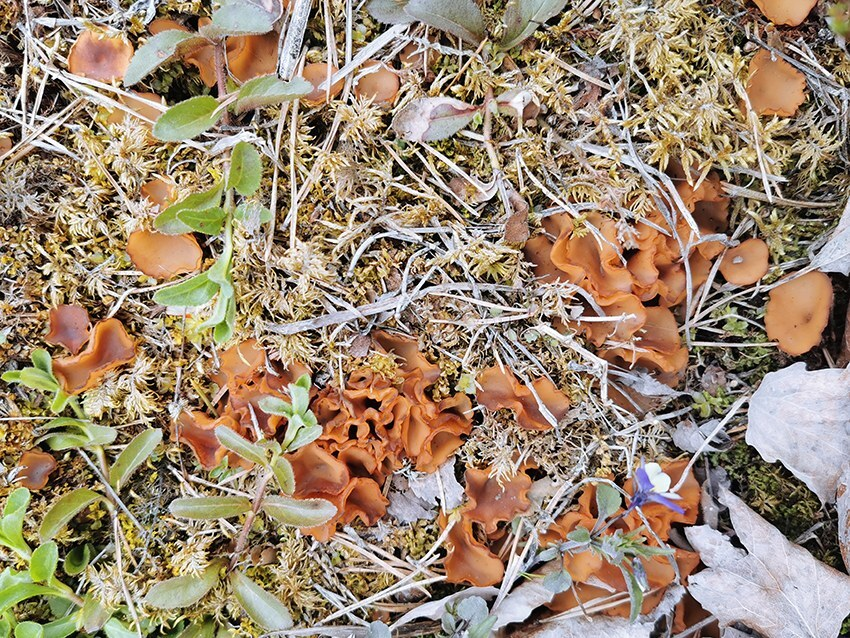
Stromatinia rapulum (Finlande).

Le genre Stromatinia est caractérisé par des apothécies aux asques inoperculés naissant d'un stroma recouvrant les organes sur lesquels il se développe. Ce stroma peut être blanc quand il est intérieur, ou noir quand il est étendu à la surface. Les apothécies présentent des caractères similaires à celles des genres Sclerotinia et Dumontinia, et souvent, seuls leur hôte permet de les distinguer. Aussi, contrairement à eux, Stromatinia ne produit pas de sclérotes, ou de tout petits naissant d'hyphes aériens qui ne sont jamais liés aux apothécies. Contrairement à de nombreux autres genres des Sclerotiniaceae, le stade asexué de Stromatinia n'est pas connu,.

## Impact parasitaire
Les espèces de Stromatinia parasitent les rhizomes ou les bulbes de plantes vasculaires monocotylédones comme Stromatinia gladioli qui parasite certains Glaïeuls, Stromatinia narcissi certains Narcissus, Stromatinia paridis la Parisette à quatre feuilles, Stromatinia rapulum quelques Sceaux de Salomon, Sclerotium denigrans plusieurs monocotylédones telles que le Muguet, alors que d'autres espèces parasitent les genres Crocus, Freesia, Tritonia ou encore Iris. Stromatinia cryptomeriae décrit parasitant Cryptomeria japonica est la seule espèce connue pour avoir un hôte gymnosperme,
Stromatinia cepivorum n'appartiendrait plus au genre Stromatinia mais cette opinion ne semble pas être validée par les références taxonomiques,.

## Liste d'espèces
Selon Index Fungorum (1er juin 2022) :
- Stromatinia ariae (Schellenb.) Boud. 1907
- Stromatinia cepivora (Berk.) Whetzel 1945
- Stromatinia cerasi (Woronin) Boud. 1907
- Stromatinia cryptomeriae Kubono & Hosoya 1994
- Stromatinia gladioli (Drayton) Whetzel 1945
- Stromatinia heteroica (Woronin & Navashin) Boud. 1907
- Stromatinia juglandis (Preuss) Boud. 1907
- Stromatinia laxa (Ehrenb.) Naumov 1964
- Stromatinia narcissi Drayton & J.W. Groves 1952
- Stromatinia oreophila (Sacc.) Boud. 1907
- Stromatinia panacis (Rankin) L.M. Kohn 1979
- Stromatinia paridis Boud. 1905
- Stromatinia pruni-spinosae Lib. ex Boud. 1907
- Stromatinia pyrolae (Grosse) Naumov 1964
- Stromatinia rapulum (Bull.) Boud. 1907
- Stromatinia rhododendri (E. Fisch.) Boud. 1907
- Stromatinia sanguinariae J.W. Groves & M.E. Elliott 1961
- Stromatinia secalincola (Rehm) Boud. 1907
- Stromatinia seminis (Cooke & W. Phillips) Boud. 1907
- Stromatinia smilacinae (E.J. Durand) Whetzel 1945
- Stromatinia utriculorum (Boud.) Boud. 1903